# Andrena combaella
Andrena combaella är en biart som beskrevs av Warncke 1966. Andrena combaella ingår i släktet sandbin, och familjen grävbin. Inga underarter finns listade i Catalogue of Life.